# 河村又介
河村 又介（かわむら またすけ、1894年1月1日 ‐ 1979年1月4日）は、日本の法学者。東北帝国大学教授・九州帝国大学教授・最高裁判所裁判官を歴任。

## 人物
山口県出身。旧制第七高等学校造士館を経て、1919年、東京帝国大学法学部卒業（政治学科首席）。吉野作造の初代助手となる。在学中は新人会に属した。メンガーの「新国家論」を翻訳、出版した。1922年5月から1924年12月までイギリス、ドイツ、フランスの各国に留学。帰国後は東北帝国大学教授(法文学部)を経て1932年から九州帝国大学教授(法文学部)として、憲法講座を担当した。戦後の憲法改正作業のための松本委員会のメンバーとなる。
裁判官任命諮問委員会による諮問の結果、1947年8月に新憲法下の初代最高裁判所判事に就任。憲法については、「内容がよければいいではないか、というのは専制時代の善政主義に通じる功利主義ではないかと思う」と話す。
在任中は砂川事件、尊属傷害致死事件、八海事件、チャタレー事件、東大ポポロ事件、三鷹事件、東京都公安条例事件などにかかわった。
1949年1月23日の最高裁判所裁判官国民審査（初めて実施された最高裁裁判官国民審査）において、罷免を可とする票1,239,270票、罷免を可とする率4.10%で信任。1960年11月20日の最高裁判所裁判官国民審査において、罷免を可とする票3,210,672票、罷免を可とする率9.01%で信任。一人で2度国民審査を受けた最高裁判事は1960年の国民審査における河村を含む5名が初の事例である。
1963年12月31日に定年退官した。後に、毎日辞表を懐にしていつ辞めようかと思いながら務めていたと述懐していた。
憲法普及会編『新憲法抄』といった新憲法の解説書も書いた。

## 主な著作
- 『直接民主政治』（日本評論社、1934年）
- 『選挙法』（日本評論社、1937年）
- 『憲法改正の諸問題』（惇信堂、1946年）
- 『新憲法抄』（憲法普及会編、岡山県東京事務所、1947年）
- 『国民投票と国民審査』（時事通信社販売部、1948年）
- 『新憲法と民主主義』（国立書院、1948年）
- 『国民主権』（河出書房、1955年）